# Les Villettes (Belgique)
Les Villettes est un village de la commune de Lierneux au sud de la province de Liège en Région wallonne (Belgique).
Avant la fusion des communes, le village faisait partie de la commune de Bra.

## Situation
Ce village ardennais est traversé par la route nationale 651 qui relie Manhay à Basse-Bodeux. Il s'élève progressivement depuis le carrefour de cette route nationale avec la N.645 en direction du hameau d'Erria et du village de Basse-Bodeux.

## Description
Les Villettes est un village assez étendu comprenant plusieurs quartiers : Pont de Villettes (vallée de la Lienne), Monteux, Bergifa, Rarmont, La Sevraille et Brixheux. Il comprend notamment plusieurs fermes et fermettes construites en pierre du pays (schiste) parfois chaulées ou peintes en blanc.
L'église Saint Pierre entourée d'un muret en schiste et du cimetière est aussi bâtie en pierre de schiste pour la partie concernant la nef alors que le clocher est recouvert de crépi blanc.

## Activités
Au sud du village et au bord de la Lienne, se trouve une pêcherie comprenant une dizaine d'étangs. Au hameau de Bergifa on trouve également une ferme bio qui vend des produits de viande issue de son troupeau de vaches limousines.